# Hylaeus nasalis
Hylaeus nasalis là một loài Hymenoptera trong họ Colletidae. Loài này được Morawitz mô tả khoa học năm 1876.